# Halopanivirales
Halopanivirales es un orden de virus de ADN que infectan arqueas halófilas y bacterias termófilas.
Pertenecen al dominio Singelaviria que incluye a todos los virus con una proteína en rollo de gelatina vertical simple denominada SJR-MCP. El dominio también incluye a la familia Portogloboviridae estrechamente emparentada con una SJR-MCP no duplicada. Los virus del orden Halopanivirales parecen haber evolucionado de un virus emparentado con Portogloboviridae mediante la duplicación de la SJR-MCP.
Se han descrito tres familias: Sphaerolipoviridae infecta las arqueas halófilas, mientras que Simuloviridae y Matshushitaviridae infectan las bacterias termófilas.

## Descripción
Los viriones tienen una cápside con geometría icosaedrica y una envoltura vírica que protege el material genético con 6 nm de espesor. Adicionalmente pueden contener carbohidratos en forma de glicolípidos. El diámetro de los viriones es de 78 nm. El genoma es circular y de ADN bicatenario de 17.036 pb. Poseen 39 ORF. Los viriones albergan un total de 11 proteínas, una es en rollo de gelatina vertical. De estas proteínas 8 codifican para la cápside y dos para la envoltura vírica.
La replicación se produce en el citoplasma del huésped procariota. La organización del virión y el ciclo replicativo es similar al de los virus de las familias Tectiviridae, Corticoviridae y Turriviridae que son virus que infectan exclusivamente procariotas.